# رود آبونا
رود آبونا رودی است که به رود مادیرا می‌ریزد. این رود از کشورهای برزیل و بولیوی می‌گذرد.